# Gare de Madame
La gare de Madame est une ancienne gare ferroviaire française de la ligne de Carcassonne à Rivesaltes, située au lieu-dit Villalbe-basse sur le territoire de la commune de Carcassonne, dans le département de l'Aude en région Occitanie. 
Elle est mise en service en 1876 par la Compagnie des chemins de fer du Midi et du Canal latéral à la Garonne. Elle a été fermée à la fin des années 1980 par la Société nationale des chemins de fer français (SNCF).

## Situation ferroviaire
Établie à 120 mètres d'altitude, la gare de Madame est située au point kilométrique (PK) 353,549 de la ligne de Carcassonne à Rivesaltes, entre les gares de Carcassonne et de Couffoulens - Leuc.
Du temps de son exploitation la gare comportait une voie de service en impasse établie entre le bâtiment et la ligne elle desservait la halle à marchandise et un quai découvert dans son prolongement. L'aiguille était située en direction de Carcassonne. Un peu plus loin dans cette même direction existait l'embranchement particulier Sodagri composé d'un tronc commun et de trois voies en impasses.

## Histoire
La gare de Madame est mise en service officiellement le 17 juillet 1876 par la Compagnie des chemins de fer du Midi et du Canal latéral à la Garonne, lorsqu'elle ouvre à l'exploitation la section de Carcassonne à Limoux de sa ligne de Carcassonne à Rivesaltes. De son ouverture à la fin de l'année 1876 la recette de la gare est de 4 195 francs, dont 1 723 fr pour le service des voyageurs, 105 francs pour le transport des marchandises Grande vitesse et 2 357 fr pour celui de la Petite vitesse.
Le 9 juin 1907, le chef de gare télégraphie à Carcassonne pour demander l'envoi d'urgence d'un train pour prendre une centaine de vignerons qui occupent la gare n'ayant pu trouver de la place dans un train spécial pour aller à une manifestation. Il est entendu et un train composé d'une machine et de quatre wagons vient les prendre en gare.
Le 17 juin 1929, le préfet, au nom du département, signe une convention avec François Béziat, entrepreneur de transport automobile à Montréal, pour l'organisation et l'exploitation d'un service régulier de transports par automobiles entre la gare de Madame et Arzens. Elle est approuvée par un décret du 6 juillet 1929.
La gare a disposé d'un embranchement particulier avec l'entreprise Solagri.
En 1972 elle possède toujours au moins une voie de débord en service. En 1981, alors que la ligne est parcourue par six aller retour, la fréquentation de la gare de Madame est faible, elle n'est desservie que par un train quotidien.
La gare est fermée, par la SNCF, à la fin des années 1980.

## Patrimoine ferroviaire
Après la fermeture de la gare, le bâtiment voyageurs a été une habitation privée avant d'être abandonnée et squattée. En 2010 ce bâtiment est toujours présent, ses ouvertures sont murées. En 2011, le bâtiment est toujours présent, il est composé d'un corps principal à deux ouvertures et un étage sous une toiture à doubles pans couverte en tuile. Il comporte une aile accolée, également en maçonnerie. L'ensemble est muré.
Le bâtiment aurait été détruit en 2015.